# Хенлон, Алма
Алма Хенлон (англ. Alma Hanlon; 30 апреля 1890, Нью-Джерси — 26 октября 1977, Монтерей, Калифорния) — американская актриса эпохи немого кино. Актёрская карьера актрисы в кино длилась всего четыре года. За это время она снялась в двадцати трёх фильмах. Первой её ролью в кино была роль Дороти в фильме «Закрепитель» (1915), а последней картиной с её участием стал фильм «Спекулянт» (1919).

## Биография
Родилась 30 апреля 1890 года в штате Нью-Джерси. Была младшей дочерью Джорджа Хенлонна.
С 1905 года была замужем за бывшим корреспондентом и театральным деятелем, Уолтером Дж. Кингсли. В 1917 году они развелись. От этого брака у неё родилась дочь Дороти Кингсли (1909—1997).
В 1918 году вышла замуж за режиссёра Луиса Милла (1871—1939). В то время она два года проживала в Бейсайде. Позже она вместе с дочерью перебралась в богатый пригород Гросс-Пойнт, в штат Мичиган.
Скончалась 26 сентября 1977 года в Монтерее, в штате Калифорния.

## Избранная фильмография
- Закрепитель (1915)
- Золото и женщина[англ.] (1916)
- Кнут[англ.] (1917)
- Спекулянт (1919)